# 天主教桑德赫斯特教區
天主教桑德赫斯特教區（拉丁語：Dioecesis Sandhurstensis）是澳大利亞一個羅馬天主教教區，屬墨爾本總教區。1874年5月28日升為教區。
教區範圍包括維多利亞州北部，教座位於本迪戈。2010年有教友103,000人（佔轄區人口26.9%）、四十個堂區、卅九名司鐸。
現任主教為若望·麥金萊，榮休主教為萊斯里·羅哲斯·托姆林森。